# Romulo Larrea
 (septembre 2019).
- Si vous ne connaissez pas le sujet, laissez ce bandeau (vous pouvez alors contacter les auteurs).
- Si vous supprimez le contenu mis en cause (vous pouvez préalablement contacter les auteurs),

argumentez précisément cette suppression dans la page de discussion
(un manque de référence n'est pas un argument ; une recherche réelle de référence doit avoir été effectuée, être formellement documentée).

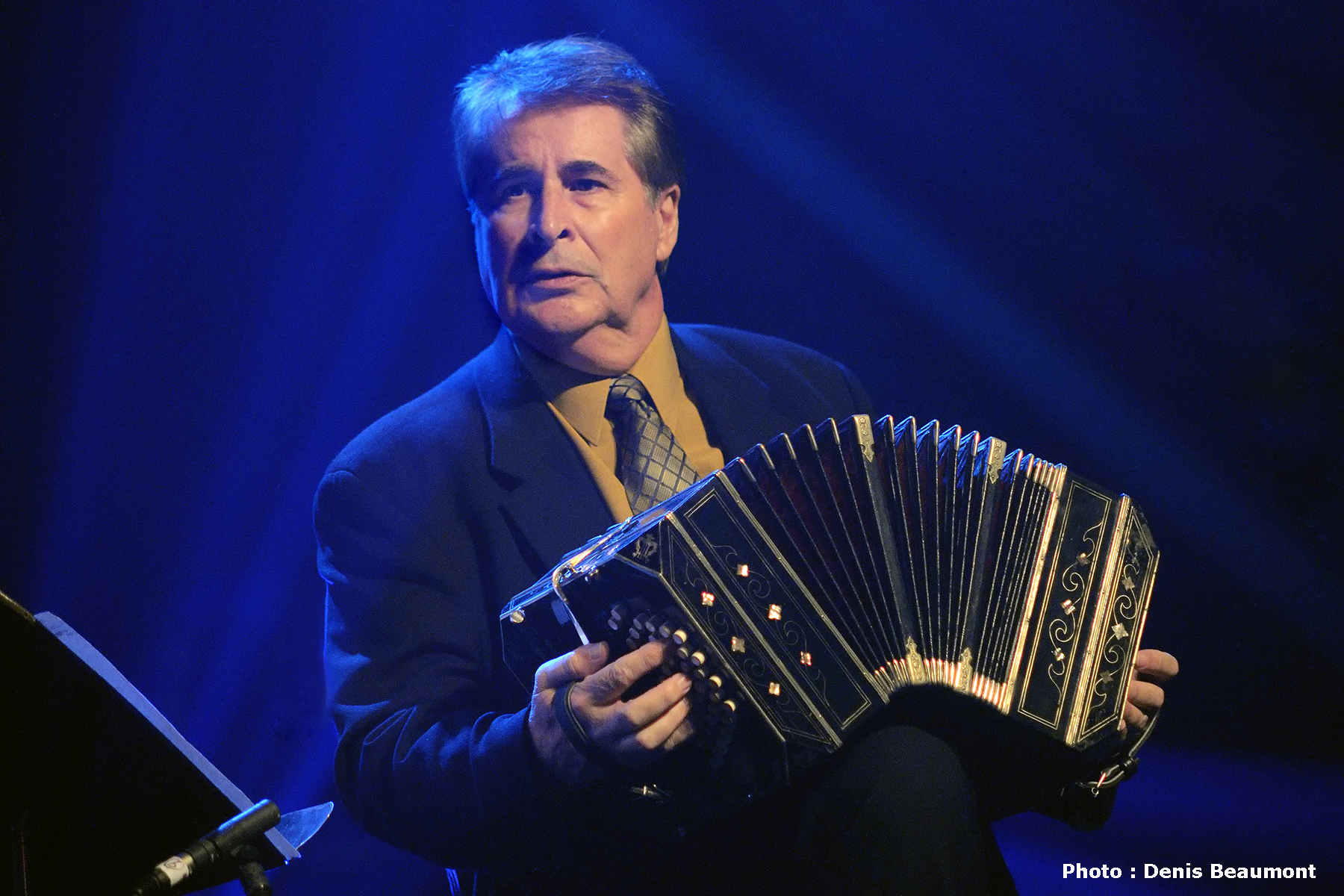
Romulo Larrea : bandonéoniste, compositeur, arrangeur et directeur musical

Romulo Larrea (né le 30 septembre 1941) à Montevideo (Uruguay), est bandonéoniste, compositeur, arrangeur et directeur musical. Il est considéré comme « L’homme par qui le tango a pris racine au Québec ».

## Biographie

### Les débuts
Larrea commence l'apprentissage du bandonéon à 10 ans avec le professeur Rolando Gavioli. Influencé par les styles d'Anibal Troilo  et Astor Piazzolla, il forme son premier ensemble dans sa jeune vingtaine, commence à composer et enregistre un premier album. Puis, il collabore avec des orchestres typiques de tango à Montevideo ainsi qu'à Buenos Aires.

### Arrivée au Québec
Arrivé au Québec en 1978, il devient membre fondateur du premier groupe de tango canadien de l'histoire et se retrouve au centre de l'engouement que vit le Québec pour le tango.  Il est reconnu comme «l’homme par qui le tango a pris racine au Québec». En 1989, il travaille avec le maître du tango contemporain, Astor Piazzolla en Amérique du Sud. De retour à Montréal, il fait ses débuts à titre de soliste avec l'Orchestre Symphonique de Québec.

### La création de l'Ensemble
Sur l'élan de l'expérience vécue auprès de Piazzolla, Romulo Larrea forme l'Ensemble qui porte son nom.
Fondé en 1990, le septuor est composé de musiciens d'expérience et de plus jeunes qui résident au Québec, qui sont diplômés des différentes institutions et qui ont effectué divers stages à l'étranger dans leurs disciplines respectives. Ces études, jumelées à leur travail sous la direction de Romulo Larrea ont permis à l'Ensemble de mettre au point une approche unique en son genre et de devenir une référence pour les aficionados du tango, néophytes ou experts. Les différents répertoires et les enregistrements de L'Ensemble forment la collection Un siglo de tango. L'Ensemble interprète un répertoire varié et poursuit la tradition des orchestres de tango de Buenos Aires au Québec, au Canada et à l'étranger.

### Les collaborations
L'artiste effectue des tournées en Europe, aux États-Unis, au Canada et en Amérique du Sud et s'est produit notamment au Wiesbaden Kurpark (Rheingau Festival), au Teatro Alvear et au Teatro San Martin de Buenos Aires, à la salle Vaz Ferreira de Montevideo, au Orange County Performing Arts Centre en Californie, au Metropolitan de New York, au Town Hall Theatre – Broadway, au Meany Hall Theater, Seattle, à la Place des Arts de Montréal, au Palais Montcalm et au Grand Théâtre de Québec et au Centre national des Arts d'Ottawa.
Il a partagé la scène avec des artistes de la francophonie dont Michel Sardou, Claude Léveillée, Bruno Pelletier, Sylvain Lelièvre, Claude Dubois, et des artistes de la scène classique dont José Bragato, Alvaro Pierri, Antonio Lysy, Timothy Hutchins, Aniello Desiderio, André Moisan, Pascal Rogé, Julius Berger et Nard Reijnders.
Par ailleurs, à travers les différentes concepts créés au fil des ans, Larrea a travaillé et  partagé la scène avec des nombreux danseurs de tango dont Mayoral & Elsa Maria, Paula & Cristian, Cecilia Saïa, Ronen Khayat, Carlos Cañedo, Mariana Parma, Leah Barsky, Mariana Galassi, Hernán Brizuela et plusieurs autres.
En 2020 l'Ensemble Romulo Larrea, du fondateur du même nom, a fêté ses 30 ans d'existence.

## Les concepts
Il est le créateur de plusieurs concepts et spectacles :
- TANGO : La passion d’une vie, 2014
- TANGO For lovers only, 2012
- TANGOS : de Gardel à Piazzolla[6], 2011
- Romulo Larrea Tango Trio[7], 2010
- Pleins feux sur le tango[8] / Spotlight on Tango, 2009
- Sinfonía del Ángel, 2007
- Bandonéon, secrets et confidences, 2007
- Un Siècle de Tango / Tango First Century, 2e édition, 2006
- Pleins feux sur le tango, orchestre à cordes, 2005
- Tango du coeur[9], 2004
- Piazzolla y sus contemporáneos, 2003
- Tango sinfónico, 2002
- TANGOS… para La Milonga[10], 2001
- Homenaje a Astor Piazzolla, 1998
- Créateurs Québécois / Canadiens, 1993
- Un Siècle de Tango, 1995

## Discographie
| DVD Pleins feux sur le tango (ROMDV 2509, Étiquette Romartis, 2005)                                              |
| Tango du cœur (ROMCD2410, Étiquette Romartis, 2004)                                                              |
| Piazzolla y sus contemporáneos (ROMCD 2303, Étiquette Romartis, 2003)                                            |
| Tangos para La Milonga (ROMCD 2320 - sélection du ROMCD2011 - Étiquette Romartis, 2003)                          |
| Homenaje a Astor Piazzolla (ROMCD 2398 - sélection du ROMCD9811 - Étiquette Romartis, 2003)                      |
| Un siglo de tango (ROMCD 2386 - sélection du ROMCD8612 - Étiquette Romartis, 2003)                               |
| Tangos pour La Milonga (2DC - ROMCD 2011, Étiquette Romartis, 2000)                                              |
| Ensemble Romulo Larrea & Veronica Larc interprètent Astor Piazzolla (2DC - ROMCD 9811, Étiquette Romartis, 1998) |
| Un siècle de tango (2DC - ROMCD 8612, Étiquette Romartis, 1996)                                                  |
| Prepárense (ROMCD9201, Étiquette Romartis, 1992)                                                                 |

| DVD Tango con pasión – Tango show (B000RP4QF8, Étiquette ZYX-MUSIC, Allemagne, 2007) |
| La pasión del Tango (CD B0007VV7GS, Étiquette Zyx/Ayia-Allemagne, 2005)              |
| Eu gosto de… TANGO (CD 00572/2, Étiquette Cid, Brésil, 2002)                         |